# Theo Snelders
Theodorus Antonius Gerardus Snelders, noto come Theo Snelders (Westervoort, 7 dicembre 1963), è un ex calciatore olandese, di ruolo portiere.

## Carriera

### Club
Nel 1980 esordì con il Twente, restandovi per otto stagioni. Nel 1988 si trasferì all'Aberdeen, in Scozia, con cui ha vinto una Coppa di Scozia e due Coppe di Lega scozzese, oltre a ricevere il premio di Giocatore dell'anno della SPFA nel 1989.
Tra il 1996 ed il 1999 militò nel Rangers (con una parentesi al Dundee Utd nella stagione 1997-1998), venendo impiegato di rado.
Ha concluso la sua carriera calcistica nel Maastricht.

### Nazionale
Con la Nazionale di calcio dei Paesi Bassi ha disputato una sola partita il 22 marzo 1989 contro l'Unione Sovietica (vittoria per 2-0) ed è stato convocato per il campionato del mondo 1994.

## Statistiche

### Cronologia presenze e reti in nazionale
| Cronologia completa delle presenze e delle reti in nazionale ― Paesi Bassi | Cronologia completa delle presenze e delle reti in nazionale ― Paesi Bassi | Cronologia completa delle presenze e delle reti in nazionale ― Paesi Bassi | Cronologia completa delle presenze e delle reti in nazionale ― Paesi Bassi | Cronologia completa delle presenze e delle reti in nazionale ― Paesi Bassi | Cronologia completa delle presenze e delle reti in nazionale ― Paesi Bassi | Cronologia completa delle presenze e delle reti in nazionale ― Paesi Bassi | Cronologia completa delle presenze e delle reti in nazionale ― Paesi Bassi |
| Data                                                                       | Città                                                                      | In casa                                                                    | Risultato                                                                  | Ospiti                                                                     | Competizione                                                               | Reti                                                                       | Note                                                                       |
| -------------------------------------------------------------------------- | -------------------------------------------------------------------------- | -------------------------------------------------------------------------- | -------------------------------------------------------------------------- | -------------------------------------------------------------------------- | -------------------------------------------------------------------------- | -------------------------------------------------------------------------- | -------------------------------------------------------------------------- |
| 22-3-1989                                                                  | Eindhoven                                                                  | Paesi Bassi                                                                | 2 – 0                                                                      | Unione Sovietica                                                           | Amichevole                                                                 | -                                                                          |                                                                            |
| Totale                                                                     |                                                                            | Presenze                                                                   | 1                                                                          |                                                                            | Reti                                                                       | 0                                                                          |                                                                            |

## Palmarès

### Club
- Campionato scozzese: 2

Rangers: 1996-1997, 1998-1999
- Coppa di Scozia: 2

Aberdeen: 1990
Rangers: 1999
- Scottish League Cup: 3

Aberdeen: 1989-1990, 1995-1996
Rangers: 1998-1999

### Individuale
- Giocatore dell'anno della SPFA: 1989